# Żleb za Widłę

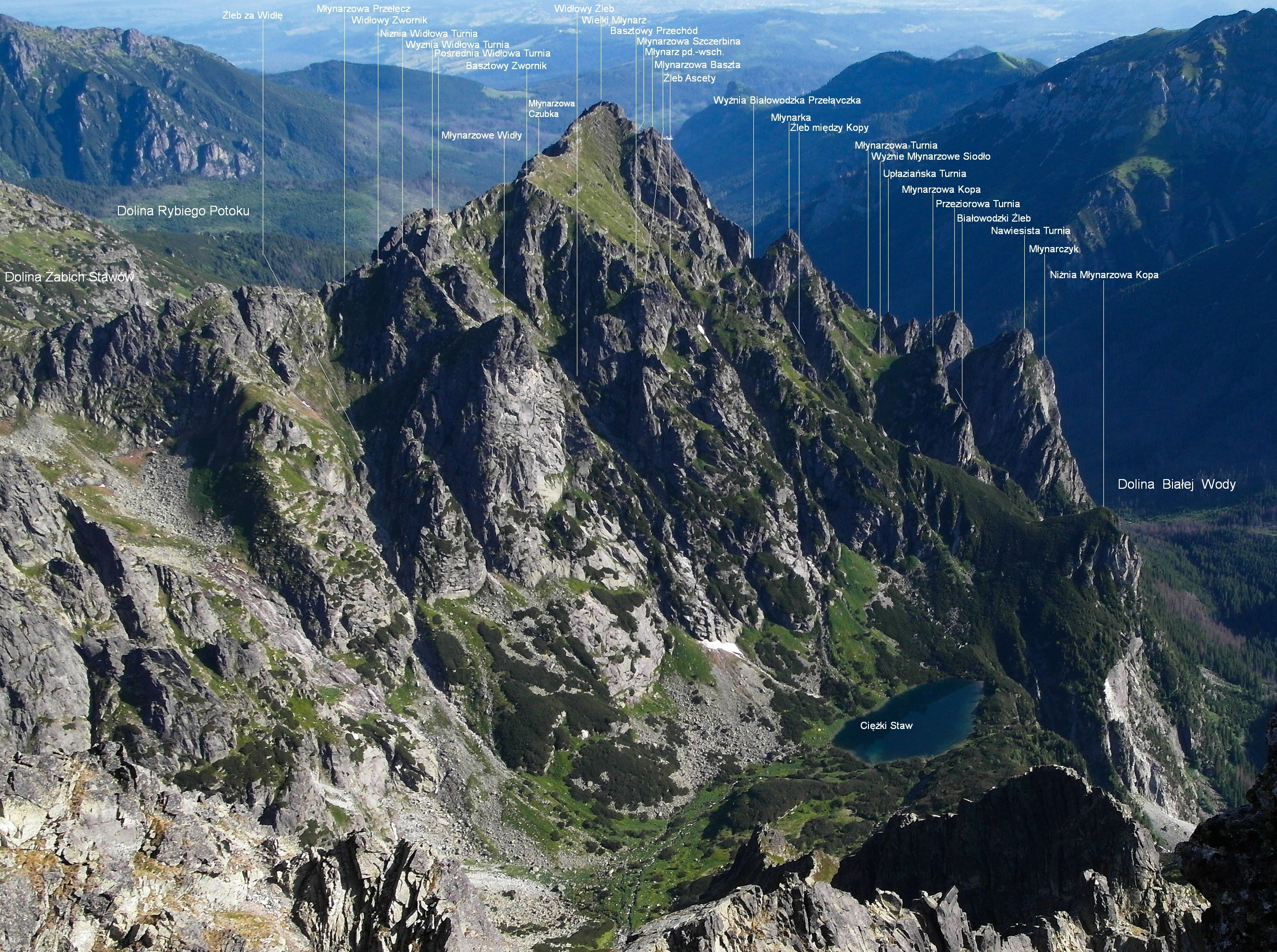
Widok z Ganku

Żleb za Widłę – żleb w odchodzącej na północny wschód od Żabiego Szczytu Wyżniego grani słowackich Tatr Wysokich. Opada spod Młynarzowej Przełęczy do Doliny Ciężkiej. Nazwę żlebu podaje Atlas Tatr i Podtatrza. Władysław Cywiński, który w swoim szczegółowym przewodniku (Tatry, tom 6. Młynarz) nadał nazwy licznym obiektom w tym masywie, ten żleb pozostawił bezimienny, opisując go jako żleb z Młynarzowej Przełęczy.
Jest to olbrzymi i głęboko wcięty żleb mający wylot na progu Dolinki Spadowej. Tworzy umowną granicę między granią Żabiego Szczytu Wyżniego a masywem Młynarza. Od masywu Młynarza oddziela go południowo-wschodnia grań Widłowego Zwornika, w której kolejno znajdują się: Widłowa Szczerbina, Niżnia Widłowa Turnia, Widłowy Przechód, Młynarzowe Widły. Orograficznie prawe ograniczenie żlebu tworzy wysoka skalna grzęda odchodząca od Żabiego Muru. Żleb ma dno zbudowane z płyt, przeważnie mokrych i przykrytych szutrem. Górna część żlebu to stromy, porośnięty trawą stok Młynarzowej Przełęczy.

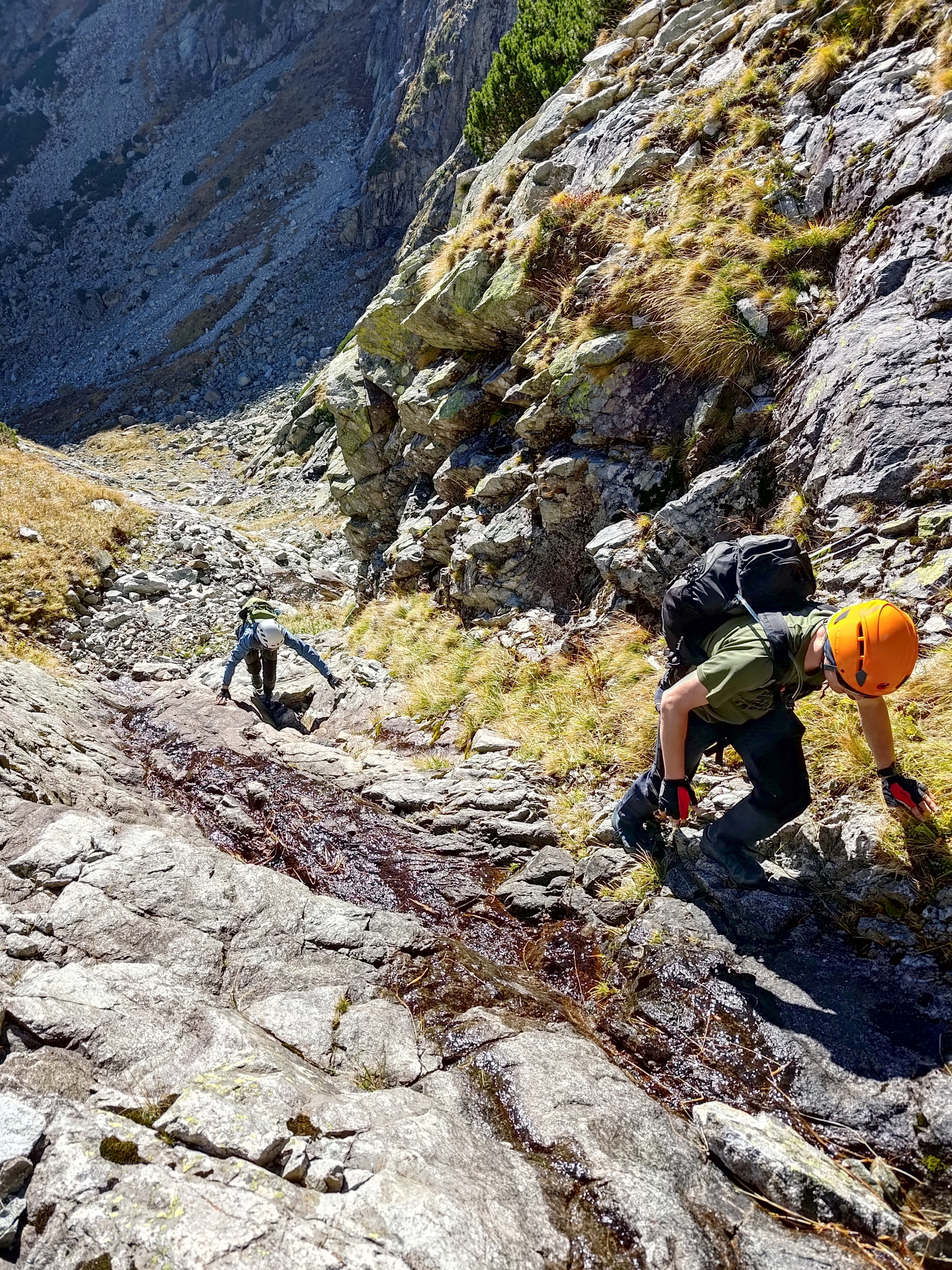
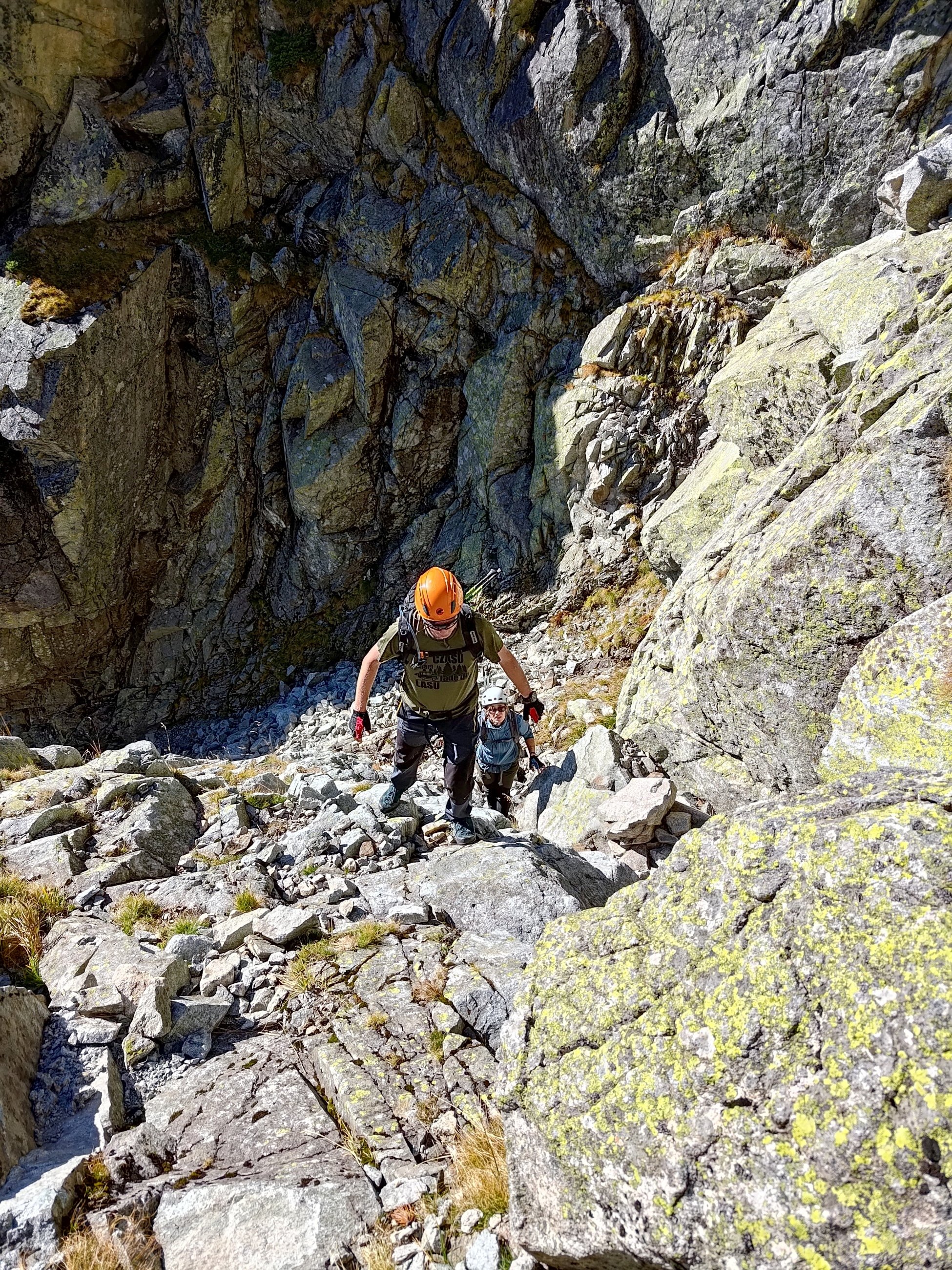
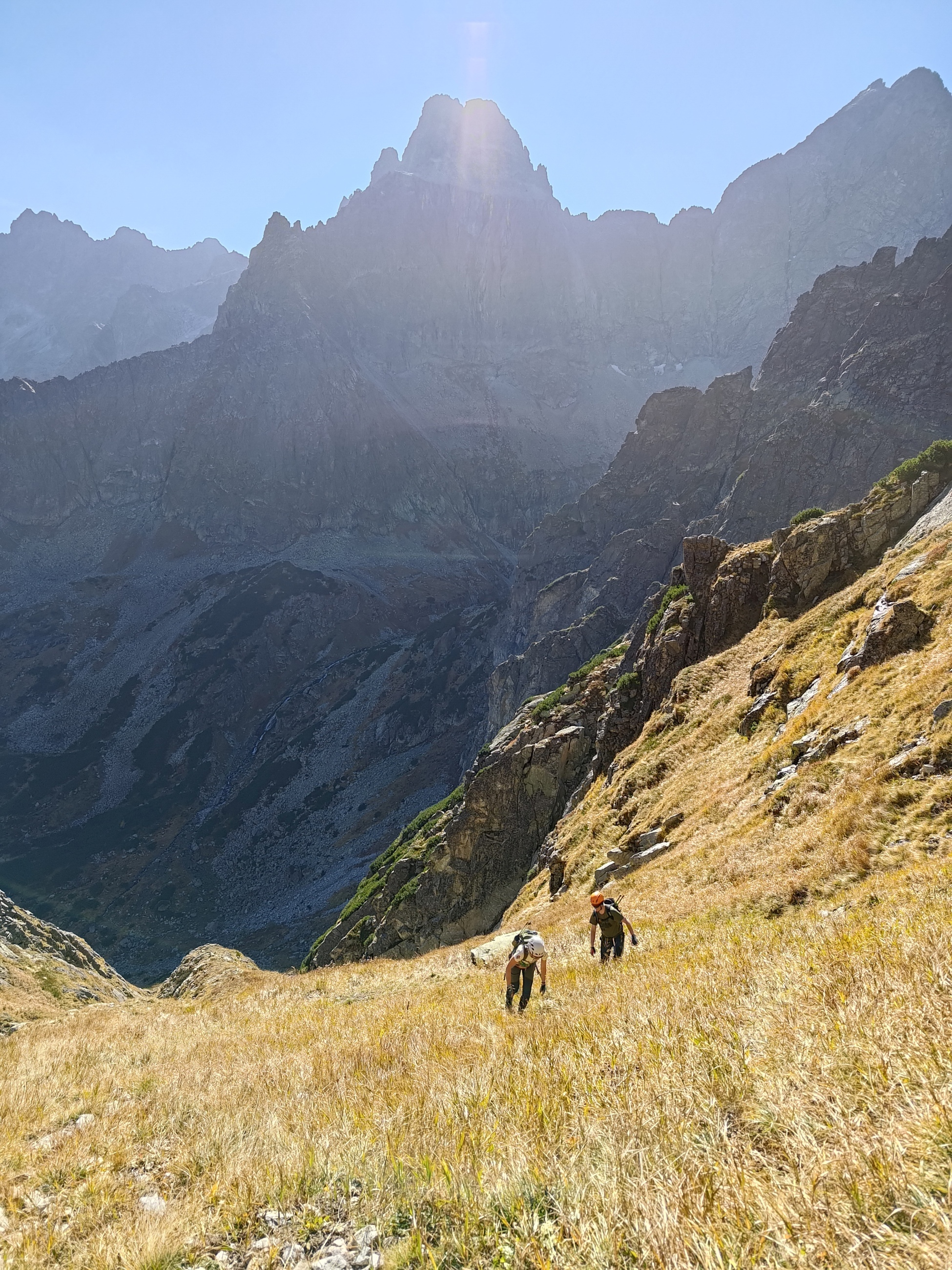